# Ladoum
Le Ladoum ou Ladum est une race ovine très prisée au Sénégal particulièrement dans les grands centres urbains (Dakar, Thiès, Mbour, Saint-Louis, Touba...). Il appartient au groupe des moutons maures à poils ras.

## Origines
Deux théories sont avancées pour retracer les origines de l'animal :
- Certains avancent des origines étrangères de l'animal qui serait venu de la région mauritanienne de Hodh El Gharbi habitée par la tribu des Ladem d'où l'animal tiendrait son nom et qui a été un peu déformé pour donner Ladoum. Il serait donc introduit au Sénégal par Kayes, au Mali[1],[2].
- D'autres soutiennent des origines locales puisque le Ladoum serait issu d'un croisement entre deux autres races à savoir les ovins touabir et maure. Ce croisement aurait eu lieu dans les années 1970[3].

## Caractéristiques
C'est une race de grande taille, le bélier mesurant 115 cm en moyenne au garrot. Les robes dominantes sont les robes blanche et pie-noire. Le mâle et la femelle portent des cornes blanches, ont les sabots blancs et des yeux très clairs,.
Elle est caractérisée par :
- une bonne ossature ;
- un bassin large ;
- un chanfrein bien convexe ;
- un corps hypermétrique et longiligne ;
- une hauteur au garrot moyenne de 115 ± 5 cm chez le mâle et 100 ± 5 cm chez la femelle avec considération de la classe d'âge ;
- la longueur du corps est de 160 ± 5 cm chez le mâle et 150 ± 5 cm chez la femelle.

## Élevage et production
La ladoum fait partie des quatre races ovines principales du pays mais elle est aussi la plus rare et la plus recherchée,. Sa rareté est due au fait que c'est un « mouton de ville » principalement élevé à domicile en milieu citadin. Alors que les autres races ovines sont également élevées comme source de protéines, le ladoum est essentiellement élevé pour des fêtes comme la Tabaski, aussi bien pour de l'autoconsommation que comme source de revenus. Seuls quelques rares éleveurs spécialisés en proposent à la vente pour des clients aisés. Ils sont conduits en élevage intensif et sont maintenus en stabulation permanente. C'est dû à deux raisons : le manque de place en ville et le vol de bétail qui est fréquent. Les troupeaux restent de petite taille et, pour éviter tout problème de consanguinité, il n'est pas rare que les béliers soient prêtés (ou loués) pour faire tourner les reproducteurs. De l'ajout de sang nouveau est également fait par l'achat de nouveaux géniteurs. Les brebis donnent naissance à un ou deux agneaux, plus rarement trois. Les naissances de jumeaux sont les plus courantes.

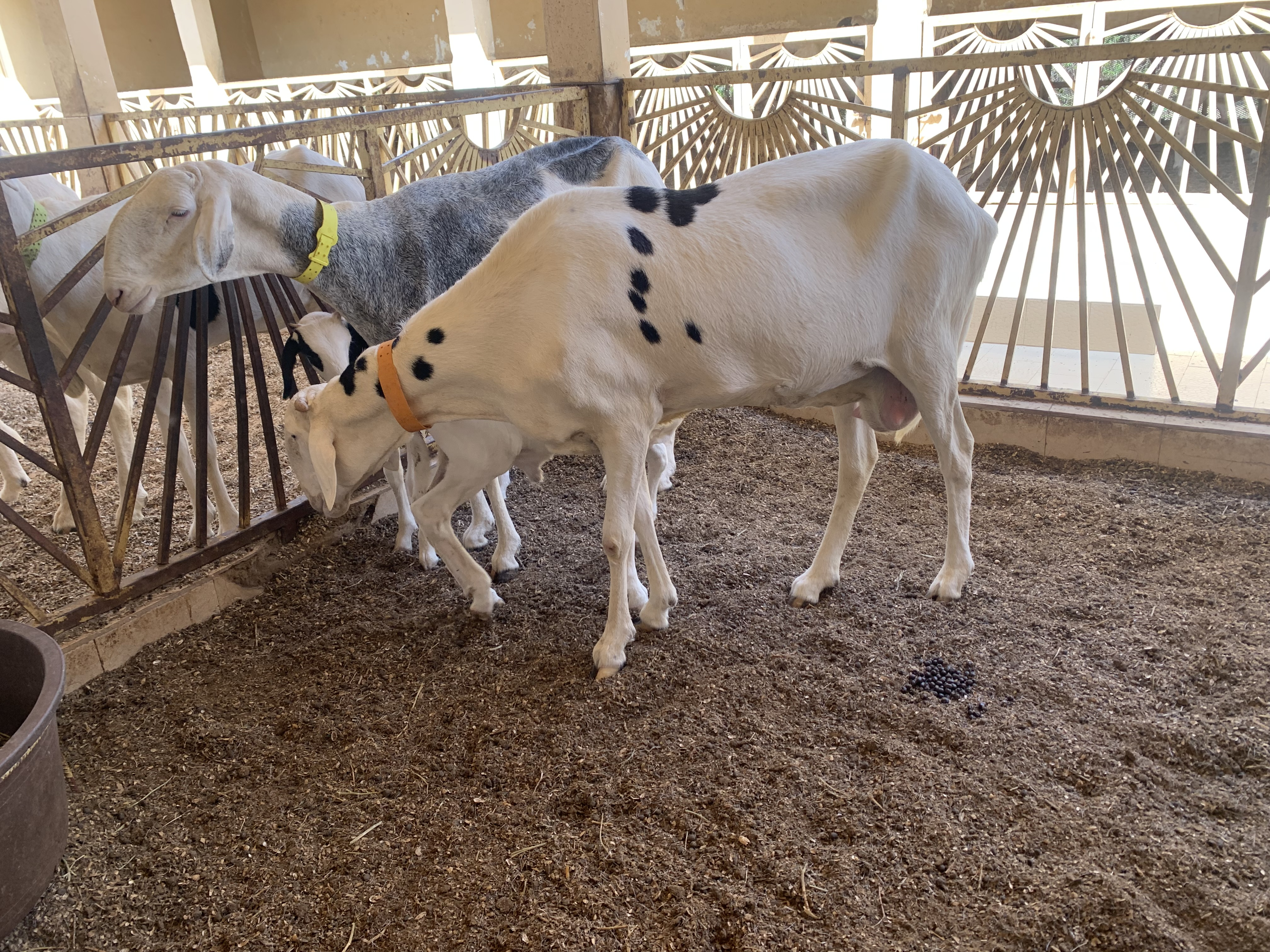

Le circuit d'élevage et de commercialisation de cette race reste assez fermé mais l'émission de télévision Khar bii (« mouton » en wolof) qui permet d'élire le plus beau mouton lors de la fête de Tabaski permet de promouvoir la race,. La Fédération Nationale des Acteurs de la filière Ovine travaille sur son homologation en vue de son exportation vers d'autres pays.

## Confusion possible
Le ladoum peut parfois être confondu avec le waralé, une autre race sénégalaise issue d'un croisement entre un peul-peul et un touabire .